# Trichocentrum mattogrossense
Trichocentrum mattogrossense är en orkidéart som beskrevs av Frederico Carlos Hoehne. Trichocentrum mattogrossense ingår i släktet Trichocentrum och familjen orkidéer. Inga underarter finns listade i Catalogue of Life.